# Vilnius-3 kraftværk
Vilnius-3 kraftværk er et varmekraftværk udenfor hovedstaden Vilnius i Litauen. Det har en installeret produktionskapacitet på 603 MW varme samt 360 MW el fordelt på to lige store turbiner. Anlægget blev installeret i 1982-1985. Brændselskilden er naturgas eller olie. Det er det 3. største og det mest forurenene kraftværk i Litauen. Det er derfor planlagt, at lukke værket i 2016. Operatøren af kraftværket er Vilniaus energija UAB der er datterselskab af Veolia Energi.